# Tramlijn 27 (Amsterdam)

Tramlijn 27 is de hoogstgenummerde klassieke tramlijn van Amsterdam. 

## Eerste lijn 27

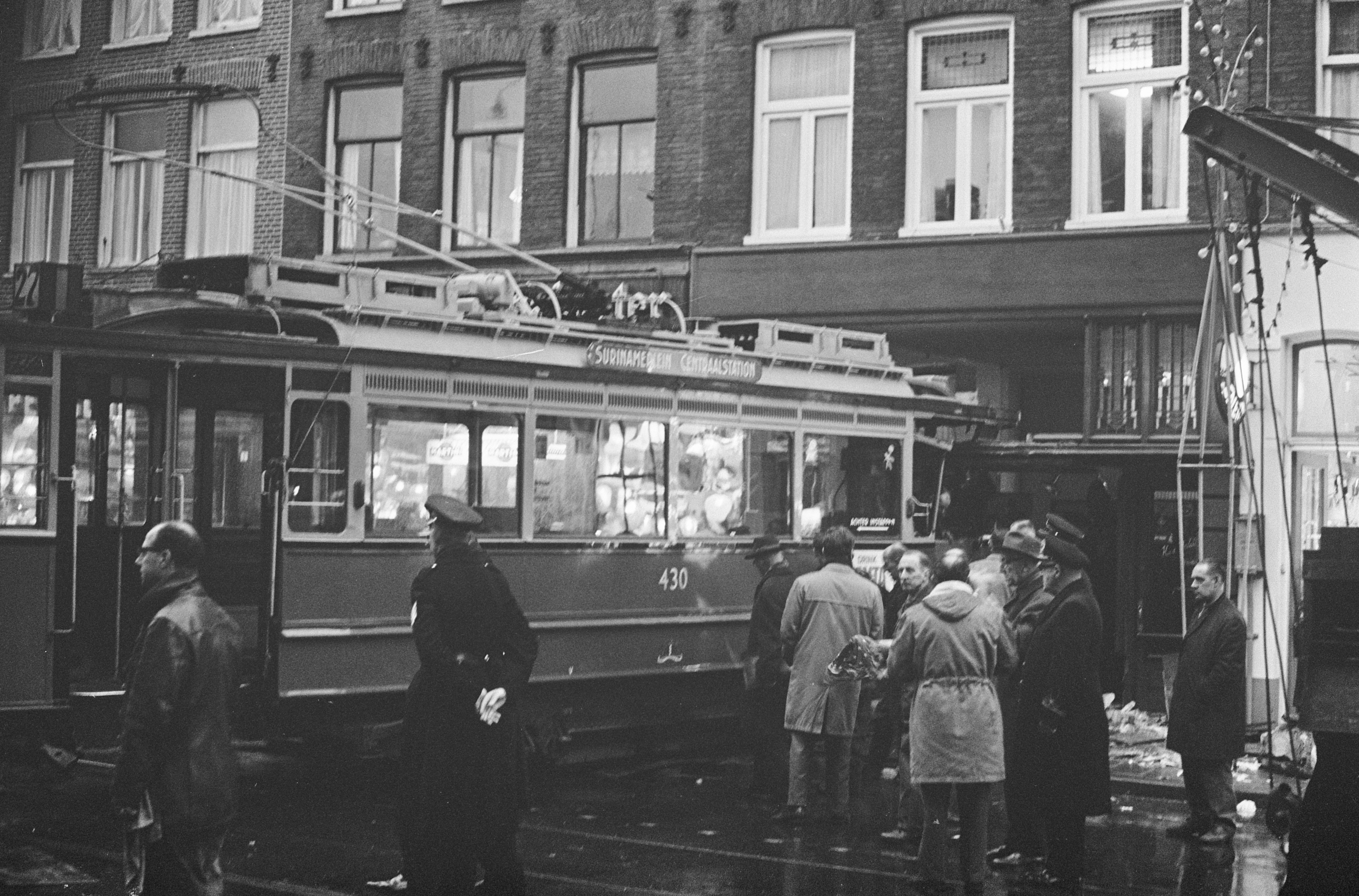
Pas gereviseerde motorwagen 430 van lijn 27 rijdt winkelpand brood en banketbakker binnen na aanrijding en ontsporing met auto en wordt onherstelbaar beschadigd, 15 december 1964

De eerste lijn werd ingesteld als spitstramlijn vanaf de winterdienst 1962-1963 tot en met de zomerdienst van 1971. De lijnkleuren van deze lijn waren die van de vroegere lijn 23 (definitief opgeheven in 1958), om de opmerkelijke reden dat de lijnkleurglazen van deze lijn nog in voorraad waren.
Het traject was dat van de in 1956 in een buslijn omgezette lijn 17: Stationsplein – Martelaarsgracht – Nieuwezijds Voorburgwal – Raadhuisstraat – Rozengracht – Marnixstraat – Elandsgracht – Kinkerstraat – Postjesweg – Hoofdweg – Surinameplein. 
Lijn 17 reed zelf vanaf de winterdienst van 1962 op dit traject weer als tramlijn maar ging vanaf het Surinameplein verder naar het Dijkgraafplein in Osdorp. In tegenstelling tot de vroegere standplaats van lijn 17 die gelegen was aan de rotonde kreeg lijn 27 zijn standplaats op de Hoofdweg waarbij ten behoeve van lijn 17 en de remisewagens van lijnen 7 en 13 rechts hiervan een speciaal inhaalspoor werd aangelegd.  
Op lijn 17 gold in de middagspits een uitstapverbod tussen het Centraal Station tot de halte Hoofdweg/Postjesweg. Passagiers voor de eerdere haltes dienden gebruik te maken van lijn 27.   

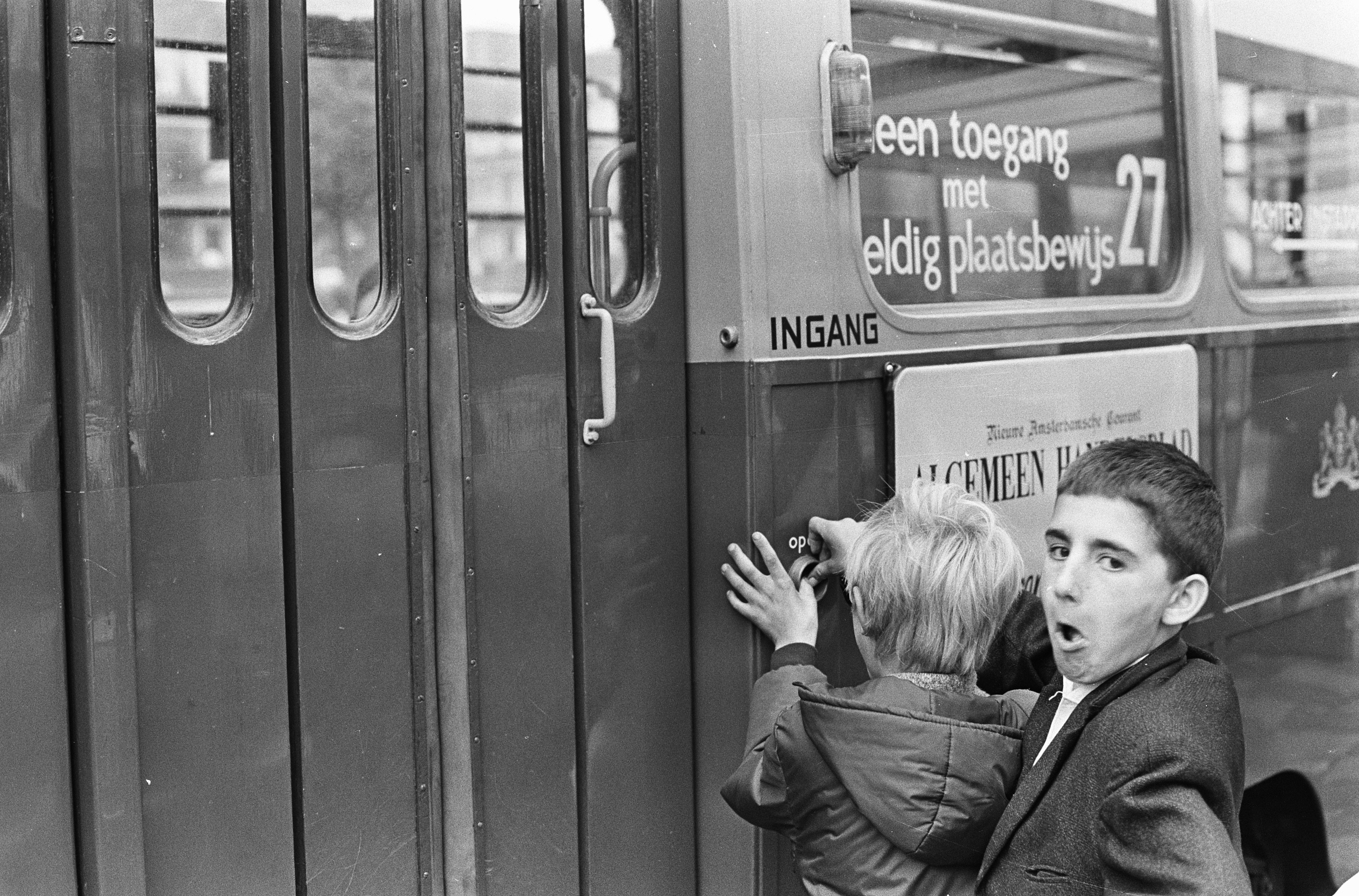
Dievenwagen tramlijn 27 in bedrijf genomen. Druk op de knop en deur is open

Op lijn 27 werden in 1967 de eerste experimenten gehouden met conducteurloze drieassige motorwagens (met roodgeschilderd front, de zogenaamde dievenwagens (bloedneuzen). Hoewel zeker achteraf het zelfbedieningsexperiment geen succes genoemd kon worden (het gaf op grote schaal ruimte tot zwartrijden) zag men toch aanleiding in de jaren 1969-1970 op alle lijnen de conducteur af te schaffen.
De exploitatie van lijn 27 was het laatste jaar zeer onregelmatig. In de middagspits van de laatste zomerdienst reden er nog maar vijf dienstwagens, die elk één rit Surinameplein-Centraal Station-Surinameplein reden. Er waren dagen waarop maar twee van de vijf dienstwagens reden. Anderzijds reed de lijn bij vertraging op lijn 17 soms door tot het Osdorpplein of zelfs het Dijkgraafplein, waardoor er geen verschil meer was met lijn 17. Toen lijn 1 in oktober 1971 als sneltramlijn met vrije baan werd doorgetrokken naar Osdorp werd lijn 17 ingekort tot haar oude traject en verviel lijn 27.

## Tweede lijn
In 2011 was er even sprake van een nieuwe spitslijn 27 tussen Dijkgraafplein en Surinameplein in te stellen, omdat het aantal reizigers op tramlijn 17 van Osdorp naar station Lelylaan sterk was toegenomen. De stadsregio besloot echter toch geen wijzigingen door te voeren in verband met de opgelegde bezuinigingen.
Met ingang van de nieuwe dienstregeling 2022, die op 12 december 2021 startte, werd deze lijn opnieuw ingesteld, nu als korttrajectdienst van lijn 17 tussen het Dijkgraafplein en Surinameplein. In tegenstelling tot de vorige lijn wordt nu het westelijk traject versterkt. Er wordt op het Surinameplein geen gebruik gemaakt van de in 1971 speciaal aangelegde keerlus in het plantsoen, omdat verbindingsbogen van en naar de Cornelis Lelylaan ontbreken, maar er wordt om het circuit gereden. Er wordt alleen in de ochtendspits gereden, maar niet in de hoogzomerdienst. Hierdoor is de frequentie op lijn 17 verminderd, echter wordt er op het gezamenlijke traject frequenter gereden waarbij de dienstregelingen van beide lijnen op elkaar zijn afgestemd. De lijnkleur is groen-rood-groen verticaal dit in tegenstelling tot de eerste lijn.

## Buslijn 27
In de zomer van 2016 en 2018 reden er enige tijd bussen tussen het Surinameplein en Osdorp. Dit vanwege de werkzaamheden aan de tramsporen op de Cornelis Lelylaan en Meer en Vaart. Buslijn 27 was de pendelbuslijn voor tramlijn 17.